# Fettuccine Alfredo
Fettuccine Alfredo, eller Pasta Alfredo, är en klassisk italiensk pastarätt. Rätten består huvudsakligen av pastasorten fettuccine, smör och parmesanost.

## Historia
Rättens namn kommer från den italienske kocken och restaurangägaren Alfredo di Lelio. Alfredo di Lelio skapade rätten åt sin fru i början av 1900-talet och rättens popularitet fick en skjuts då Douglas Fairbanks och Mary Pickford åt rätten på hans restaurang 1927. De älskade rätten så mycket att de gav honom bestick i guld med gravyren "to Alfredo the King of noodles".